# 金正訓
金 正訓（キン・チョンフン、キム・ジョンフン、김정훈、1986年5月15日-）は、大阪府出身の元サッカー選手、サッカー指導者。現役時のポジションはディフェンダー、ミッドフィールダー。現役引退後は、サガン鳥栖で監督通訳、トップチームコーチ、強化部スポーツダイレクターを歴任、2020年にカマタマーレ讃岐のコーチ、2022年より本田圭佑のプロデュースするソルティーロ千葉FC U-18の監督に就任した。
尚、本田圭佑とは大阪出身の同い年、1999年 - 2001年 ガンバ大阪ジュニアユースで同期生である。

## 来歴
中学・高校年代をガンバ大阪の下部組織で過ごし、韓国の年代別代表に選出された経験を持つ。2002年のAFC U-17選手権では、韓国代表として1試合を除き全試合にフル出場。アジア制覇に貢献した。2003年のFIFA U-17世界選手権にも出場。ガンバ大阪のユースチームではディフェンスの要として活躍したが、トップチーム昇格の夢は叶わなかった。
2006年にJ2のサガン鳥栖に加入するも、同年7月に鳥栖の選手通訳（韓国語）に転身した。
2007年より再びサッカー選手としてルネス学園甲賀サッカークラブでプレーし、2009年にJFL・MIOびわこ草津へ入団したが、同年12月12日、現役引退を発表した。
翌年の2010年からは、再び古巣サガン鳥栖に復帰し、監督通訳を務めた。
2015年にはサガン鳥栖のトップチームコーチ兼通訳に就任。
2016年からはサガン鳥栖のトップチームコーチに就任し、指導者としてのキャリアを始めた。2018年秋には強化部に籍を移し、2019年は強化部スポーツダイレクターを務め、当年末に退任した。
2020年からはカマタマーレ讃岐のトップチームコーチに就任。
2022年から ソルティーロ千葉FC U-18の監督に就任した。

## 所属クラブ
ユース経歴
- 釜本サッカースクール
- FCルイ・ラモス・ヴェジット
- 高田FCジュニア
- 1999年 - 2001年 ガンバ大阪ジュニアユース
- 2002年 - 2004年 ガンバ大阪ユース（大阪朝鮮高級学校）

シニア経歴
- 2006年 - 2006年7月 サガン鳥栖
- 2007年 - 2008年 ルネス学園甲賀SC
- 2009年 MIOびわこ草津

## 個人成績
| 国内大会個人成績 | 国内大会個人成績 | 国内大会個人成績 | 国内大会個人成績 | 国内大会個人成績 | 国内大会個人成績 | 国内大会個人成績 | 国内大会個人成績 | 国内大会個人成績 | 国内大会個人成績 | 国内大会個人成績 | 国内大会個人成績 |
| 年度             | クラブ           | 背番号           | リーグ           | リーグ戦         | リーグ戦         | リーグ杯         | リーグ杯         | オープン杯       | オープン杯       | 期間通算         | 期間通算         |
| 年度             | クラブ           | 背番号           | リーグ           | 出場             | 得点             | 出場             | 得点             | 出場             | 得点             | 出場             | 得点             |
| 日本             | 日本             | 日本             | 日本             | リーグ戦         | リーグ戦         | リーグ杯         | リーグ杯         | 天皇杯           | 天皇杯           | 期間通算         | 期間通算         |
| ---------------- | ---------------- | ---------------- | ---------------- | ---------------- | ---------------- | ---------------- | ---------------- | ---------------- | ---------------- | ---------------- | ---------------- |
| 2006             | 鳥栖             | 32               | J2               | 0                | 0                | -                | -                | -                | -                | 0                | 0                |
| 2007             | ルネス甲賀       | 36               | 関西2部          | 6                | 0                | -                | -                | -                | -                | 6                | 0                |
| 2008             | ルネス甲賀       | 36               | 関西2部          | 12               | 2                | -                | -                | -                | -                | 12               | 2                |
| 2009             | びわこ           | 6                | JFL              | 24               | 1                | -                | -                | -                | -                | 24               | 1                |
| 通算             | 日本             | 日本             | J2               | 0                | 0                | -                | -                | -                | -                | 0                | 0                |
| 通算             | 日本             | 日本             | JFL              | 24               | 1                | -                | -                | 0                | 0                | 24               | 1                |
| 通算             | 日本             | 日本             | 関西2部          | 18               | 2                | -                | -                | -                | -                | 18               | 2                |
| 総通算           | 総通算           | 総通算           | 総通算           | 42               | 3                | -                | -                | -                | -                | 42               | 3                |

## タイトル

### クラブ
ガンバ大阪ユース
- Jユースカップ：1回（2002年）

## 代表歴
- U-16韓国代表
  - 2002年 - AFC U-17選手権
- U-17韓国代表
  - 2003年 - FIFA U-17世界選手権

## 指導歴
- 2010年 - 2019年 サガン鳥栖
  - 2010年 - 2014年 監督通訳
  - 2015年 コーチ（通訳兼任）
  - 2016年 - 2018年10月 トップチームコーチ
  - 2018年10月 - 2019年 強化部
  - 2019年2月 - 同年12月 強化部スポーツダイレクター
- 2020年 - 2021年 カマタマーレ讃岐 トップチームコーチ
- 2022年 - ソルティーロ千葉FCU-18 監督